# Reichenbachs honingzuiger
De Reichenbachs honingzuiger (Anabathmis reichenbachii; synoniem: Nectarinia reichenbachii) is een zangvogel uit de familie Nectariniidae (honingzuigers).

## Verspreiding en leefgebied
Deze soort komt voor van Liberia tot Ivoorkust, Nigeria, Kameroen, noordelijk Congo-Kinshasa en noordoostelijk Angola.